# Rasheed Dwyer
Rasheed Dwyer (ur. 29 stycznia 1989) – jamajski lekkoatleta specjalizujący się w biegach sprinterskich.
W 2009 zdobył brąz w sztafecie 4 × 100 metrów podczas mistrzostw Ameryki Środkowej i Karaibów. Srebrny i brązowy medalista mistrzostw NACAC do lat 23 (2010). W tym samym roku sięgnął po srebrny medal w sztafecie podczas igrzysk Wspólnoty Narodów. Mistrz (2011) i wicemistrz (2013) uniwersjady w biegu na 200 metrów. Złoty medalista IAAF World Relays 2014. Mistrz igrzysk Wspólnoty Narodów w biegu na 200 metrów (2014). W 2015 sięgnął po srebro igrzysk panamerykańskich w biegu na 200 metrów oraz zdobył złoty medal mistrzostw świata w Pekinie za bieg w eliminacjach sztafety 4 × 100 metrów. Brązowy medalista IAAF World Relays (2017). Medalista mistrzostw Jamajki.

## Osiągnięcia
| Rok  | Impreza                                  | Miejsce      | Konkurencja        | Lokata     | Wynik           |
| ---- | ---------------------------------------- | ------------ | ------------------ | ---------- | --------------- |
| 2009 | Mistrzostwa Ameryki Środkowej i Karaibów | Hawana       | sztafeta 4 × 100 m | 2. miejsce | 39,31           |
| 2010 | Młodzieżowe mistrzostwa NACAC            | Miramar      | bieg na 200 m      | 3. miejsce | 20,64           |
| 2010 | Młodzieżowe mistrzostwa NACAC            | Miramar      | sztafeta 4 × 100 m | 2. miejsce | 39,36           |
| 2010 | Igrzyska Ameryki Środkowej i Karaibów    | Mayagüez     | bieg na 200 m      | 2. miejsce | 20,49           |
| 2010 | Igrzyska Ameryki Środkowej i Karaibów    | Mayagüez     | sztafeta 4 × 100 m | 2. miejsce | 38,78           |
| 2010 | Igrzyska Wspólnoty Narodów               | Nowe Delhi   | bieg na 200 m      | półfinał   | 21,13           |
| 2010 | Igrzyska Wspólnoty Narodów               | Nowe Delhi   | sztafeta 4 × 100 m | 2. miejsce | 38,79           |
| 2011 | Uniwersjada                              | Shenzhen     | bieg na 200 m      | 1. miejsce | 20,20           |
| 2013 | Uniwersjada                              | Kazań        | bieg na 200 m      | 2. miejsce | 20,23w          |
| 2014 | IAAF World Relays                        | Nassau       | sztafeta 4 × 200 m | 1. miejsce | 1:18,63 (elim.) |
| 2014 | Igrzyska Wspólnoty Narodów               | Glasgow      | bieg na 200 m      | 1. miejsce | 20,14           |
| 2014 | Puchar interkontynentalny                | Marrakesz    | bieg na 200 m      | 2. miejsce | 19,98           |
| 2015 | IAAF World Relays                        | Nassau       | sztafeta 4 × 200 m | 1. miejsce | 1:20,97         |
| 2015 | Igrzyska panamerykańskie                 | Toronto      | bieg na 200 m      | 2. miejsce | 19,90           |
| 2015 | Mistrzostwa NACAC                        | San José     | bieg na 200 m      | 1. miejsce | 20,12           |
| 2015 | Mistrzostwa świata                       | Pekin        | sztafeta 4 × 100 m | 1. miejsce | 37,36 (elim.)   |
| 2017 | IAAF World Relays                        | Nassau       | sztafeta 4 × 200 m | 3. miejsce | 1:21,09         |
| 2018 | Igrzyska Wspólnoty Narodów               | Gold Coast   | bieg na 200 m      | półfinał   | 20,82           |
| 2018 | Igrzyska Ameryki Środkowej i Karaibów    | Barranquilla | bieg na 200 m      | 4. miejsce | 20,41           |
| 2018 | Igrzyska Ameryki Środkowej i Karaibów    | Barranquilla | sztafeta 4 × 100 m | 3. miejsce | 38,79           |
| 2019 | Mistrzostwa świata                       | Doha         | bieg na 200 m      | półfinał   | 20,54           |
| 2019 | Mistrzostwa świata                       | Doha         | sztafeta 4 × 100 m | eliminacje | 38,15           |
| 2021 | Igrzyska olimpijskie                     | Tokio        | bieg na 200 m      | 7. miejsce | 20,21           |
| 2022 | Mistrzostwa świata                       | Eugene       | bieg na 200 m      | półfinał   | 20,87           |
| 2023 | Mistrzostwa świata                       | Budapeszt    | bieg na 200 m      | półfinał   | 20,49           |

## Rekordy życiowe
- Bieg na 100 metrów – 10,10 (2016, 2019) / 10,08w (2016)
- Bieg na 200 metrów – 19,80 (2015)